# Széchenyiho termální lázně

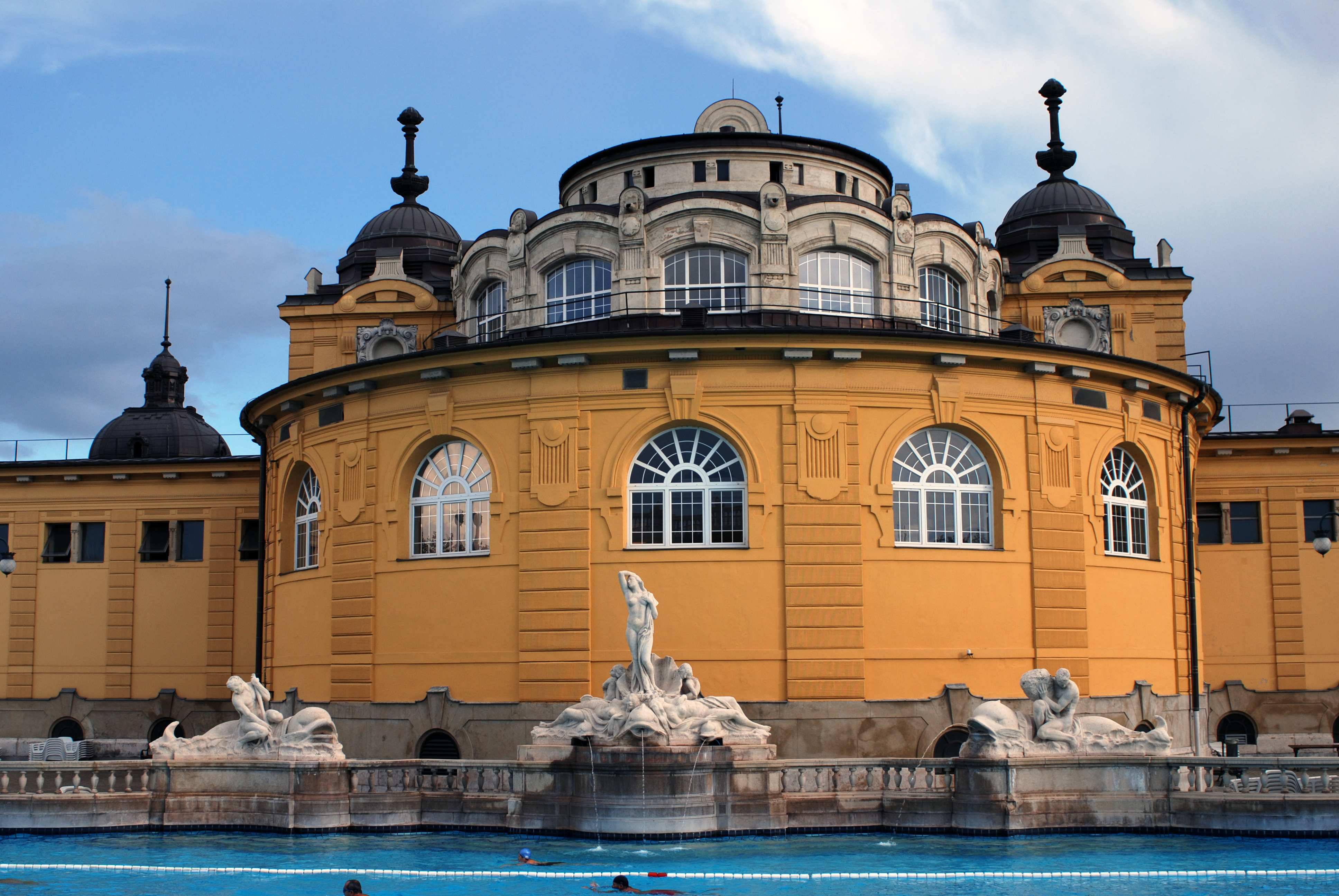
Budova Széchenyiho termálních lázní v Budapešti

Széchenyiho termální lázně (v maď. Széchenyi gyógyfürdő) jsou nejrozsáhlejšími léčebnými lázněmi v Evropě. Nacházejí se v nich 3 venkovní a 15 vnitřních bazénů. Kromě veřejné části obsahují i rehabilitačně-léčebnou část. 

## Popis
Lázně se nacházejí v Budapešti u stejnojmenné stanice metra v městském parku (Városliget). Jsou napájeny ze dvou termálních pramenů o teplotě 74 a 77 stupňů Celsia. Vyvěrají z hloubky 1 256 metrů. 
Zdejší voda obsahuje síru, vápník a hydrogenuhličitan hořečnatý. Hodí se na léčbu revmatismu, pohybového ústrojí, poúrazovou léčbu, pro léčbu artritidy a neuritidy, menstruačních poruch a užívá se i jako pitná kúra při léčbě poruch dýchacího a zažívacího ústrojí.

## Dějiny lázní
Na prameny narazil náhodně geolog Vilmos Zsigmondy v roce 1879. Ten o dva roky později zprovoznil první artéské lázně zásobené vodou o teplotě 74 °C z termálního pramene z hloubky 970 metrů. Po dlouhodobých plánech byl v letech 1909–1913 vybudován nový komplex Széchényiho lázní, hlavní vchod budovy zdobí socha zakladatele. Architektem lázní byl Győző Czigler, protože však zemřel ještě před zahájením stavby, vlastní výstavbu podle jeho plánů realizoval Jenő Schmitterer. Lázně, které původně tvořila jen jejich dnešní jihovýchodní část, jsou vystavěny v klasicistním stylu, ale obsahují mnoho novorenesančních prvků. Původně byly lázně rozděleny na mužskou a ženskou část, o čemž vypovídá i uspořádání areálu na dvě zrcadlově shodná křídla. V současnosti je ale část východního křídla využívána k rehabilitačním účelům a veřejnosti běžně nepřístupná, tudíž je tato harmonie poněkud narušena. V roce 1927 byly lázně podle návrhu Imre Francseka upraveny a rozšířeny, byly vybudovány venkovní vyhřívané bazény, které díky výstavbě nového křídla v novobarokním stylu byly ze všech stran obklopeny budovou. S rozšířením lázní vyvstaly problémy s dostatečným zásobováním a ohříváním vody z důvodu vyšší spotřeby a bylo nutné vybudovat druhý vrt. V roce 1938 se v hloubce 1256 metrů narazilo na vydatný termální pramen o teplotě 77 °C, čímž byl problém vyřešen. Během II. světové války byly lázně částečně poškozeny. Po jejich opravě byla určitou dobu část areálu určena pro sovětské vojáky. Od roku 1963 jsou lázně přístupné i v zimě. Od roku 1981 jsou lázně smíšené. V roce 1997 byla zahájena rozsáhlá rekonstrukce areálu lázní. Při té příležitosti byl jeden z venkovních bazénů přeměněn na zážitkový. 

## Zajímavosti
- Voda ze Széchényiho lázní je rozváděna i do výběhu hrochů v blízké zoologické zahradě, neboť její chemické složení je podobné složení vody v jejich původním africkém teritoriu.

## Galerie

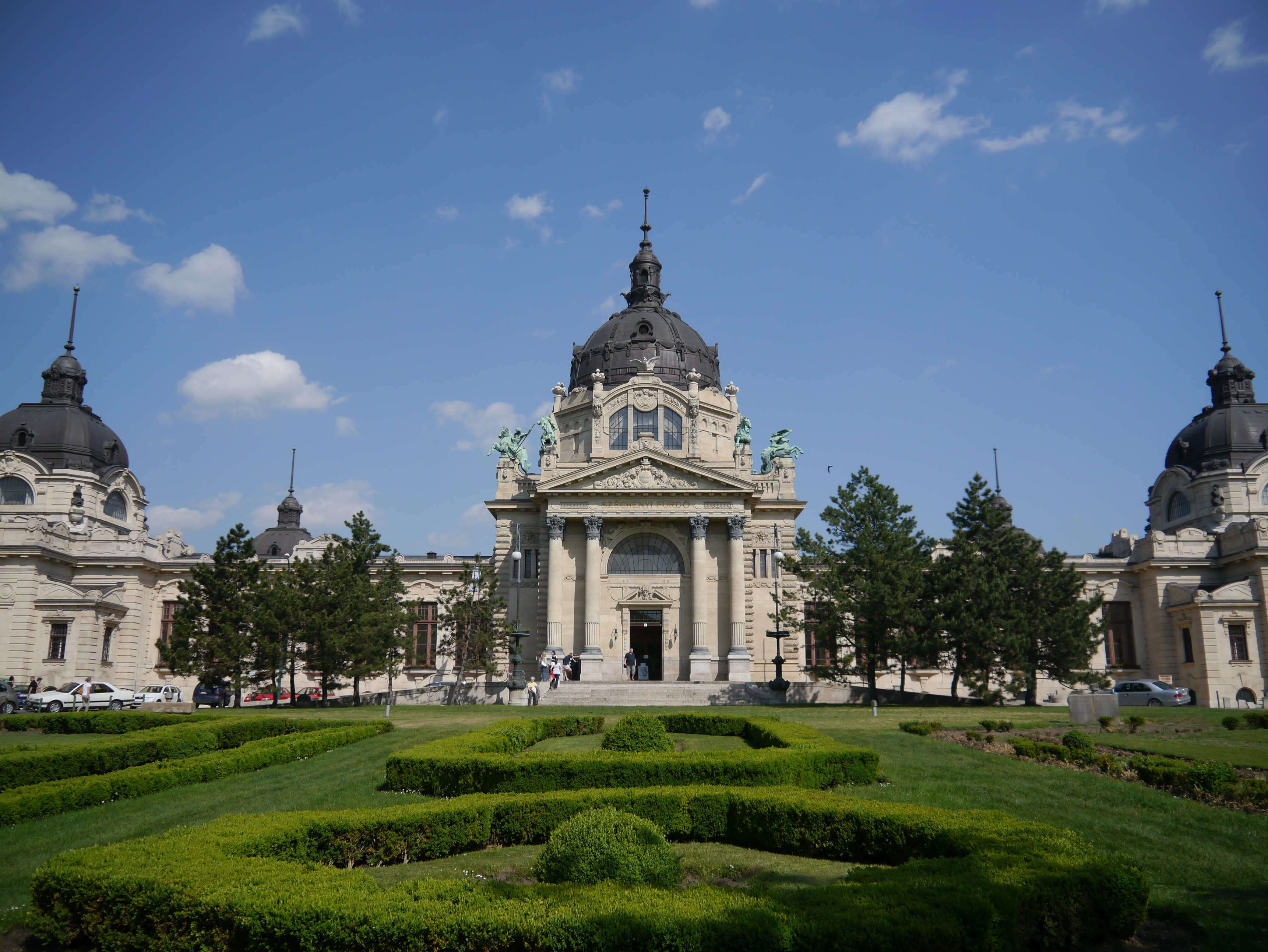
Budova Széchenyiho termálních lázní, pohled z parku Városliget
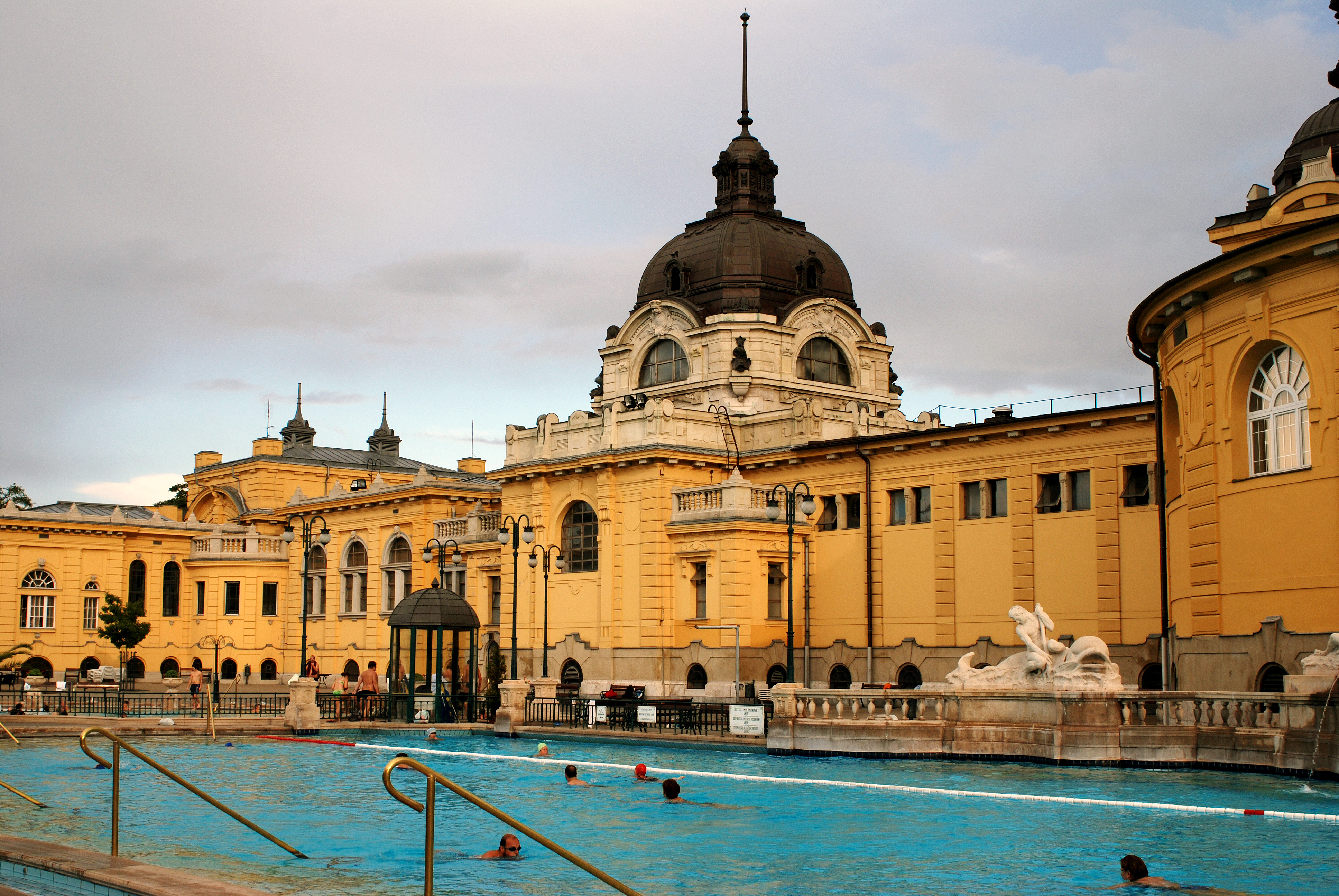
Budova Széchenyiho termálních lázní
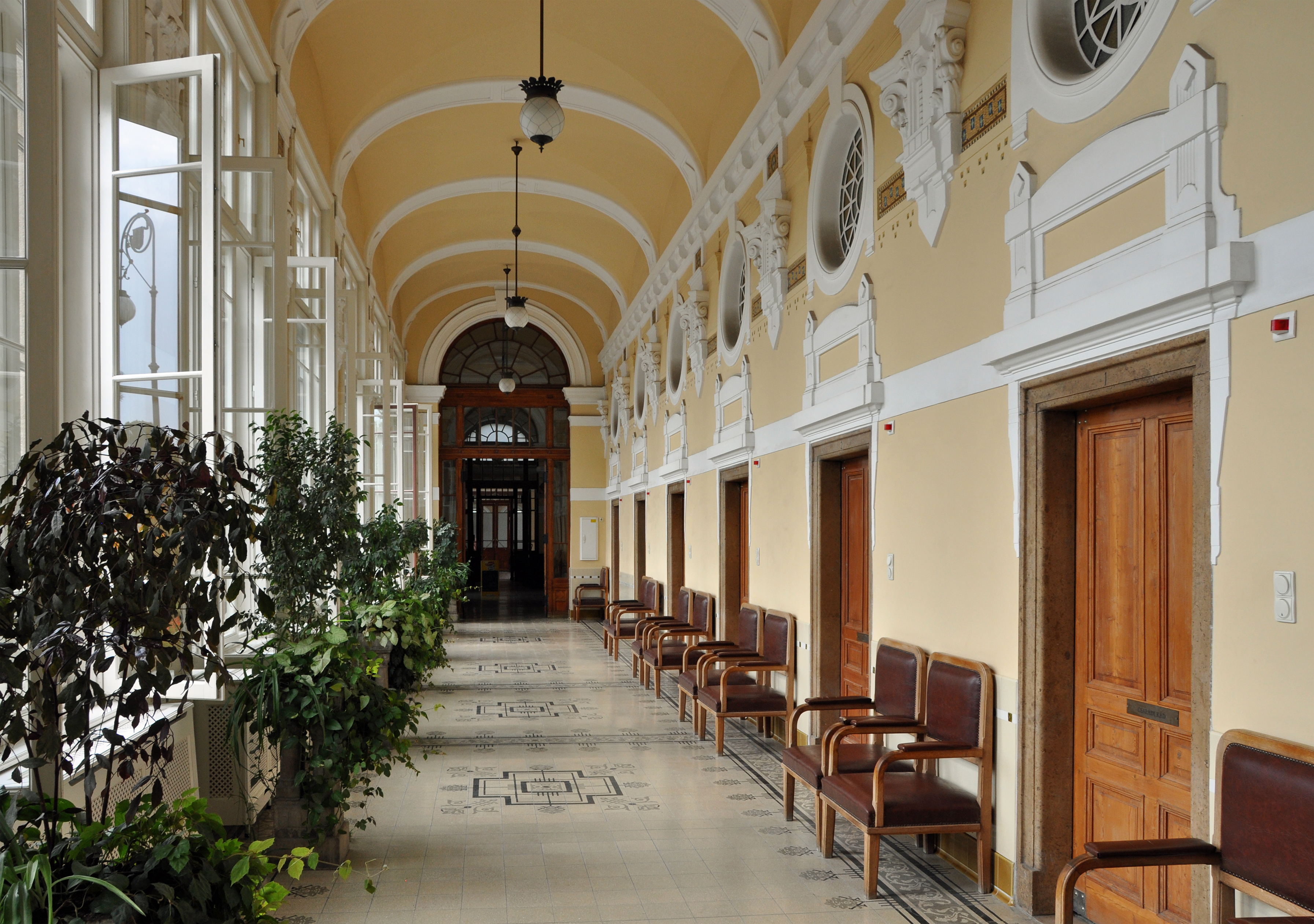
Chodby v interiéru
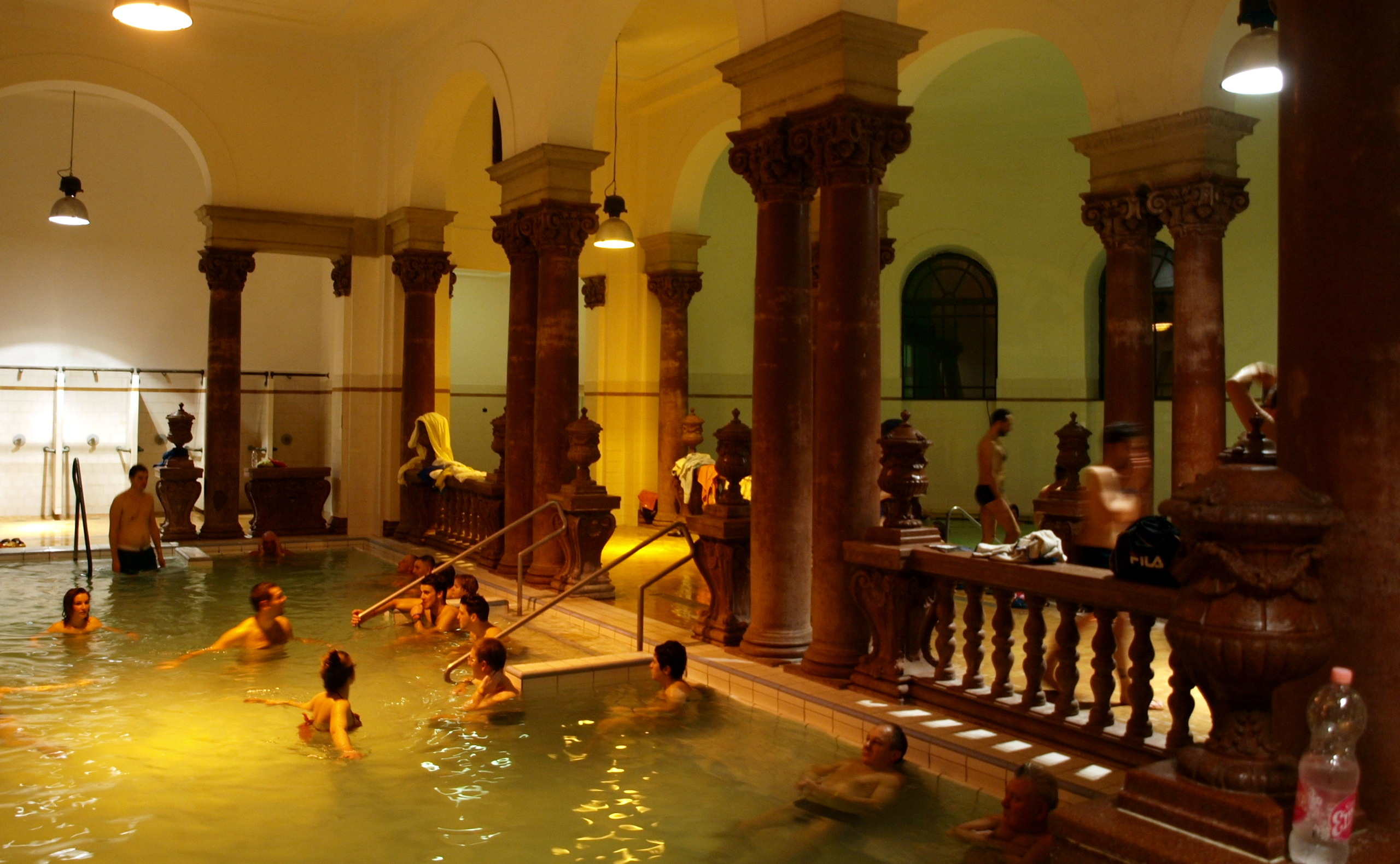
Interiér lázní
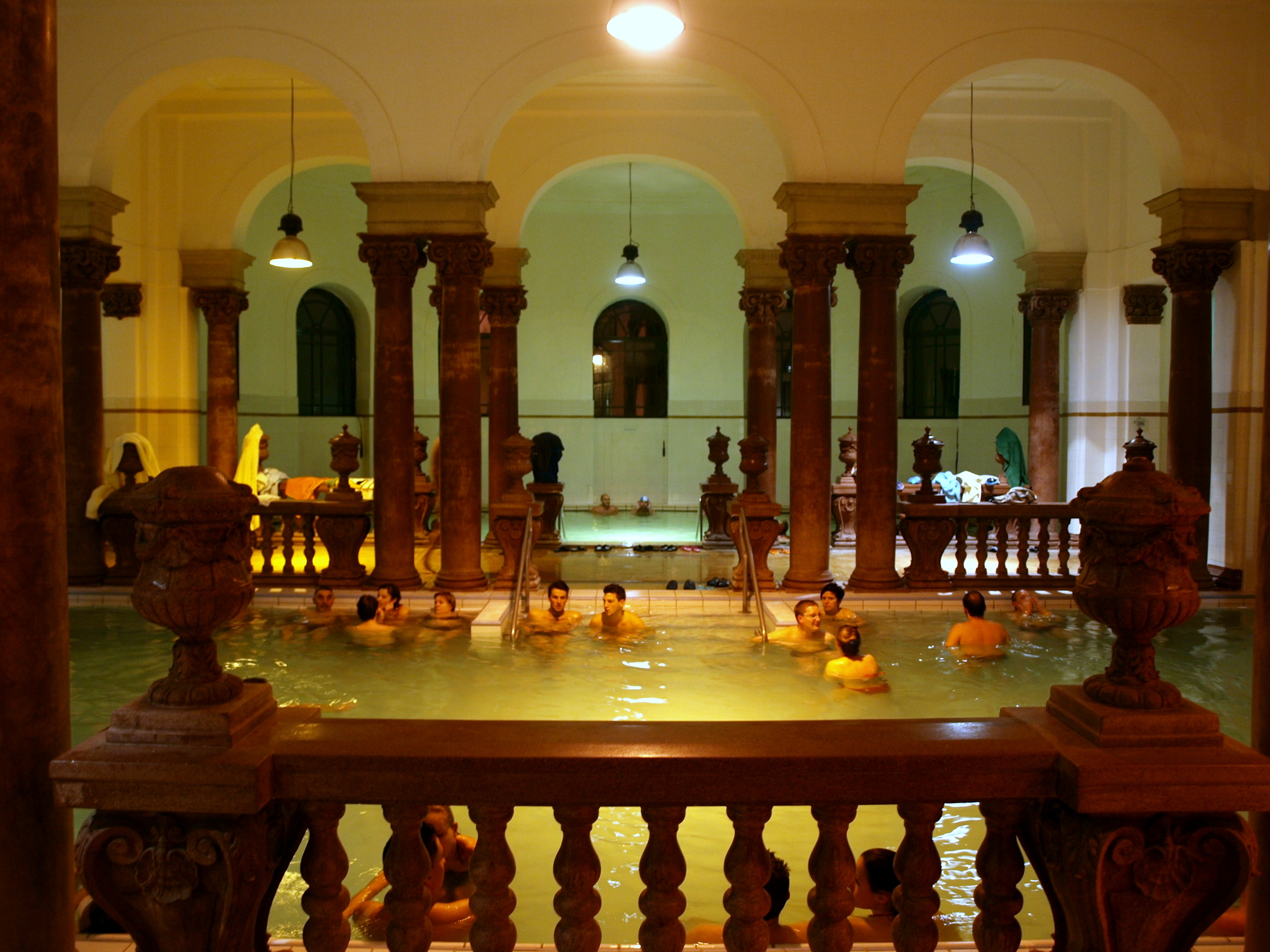
Interiér lázní
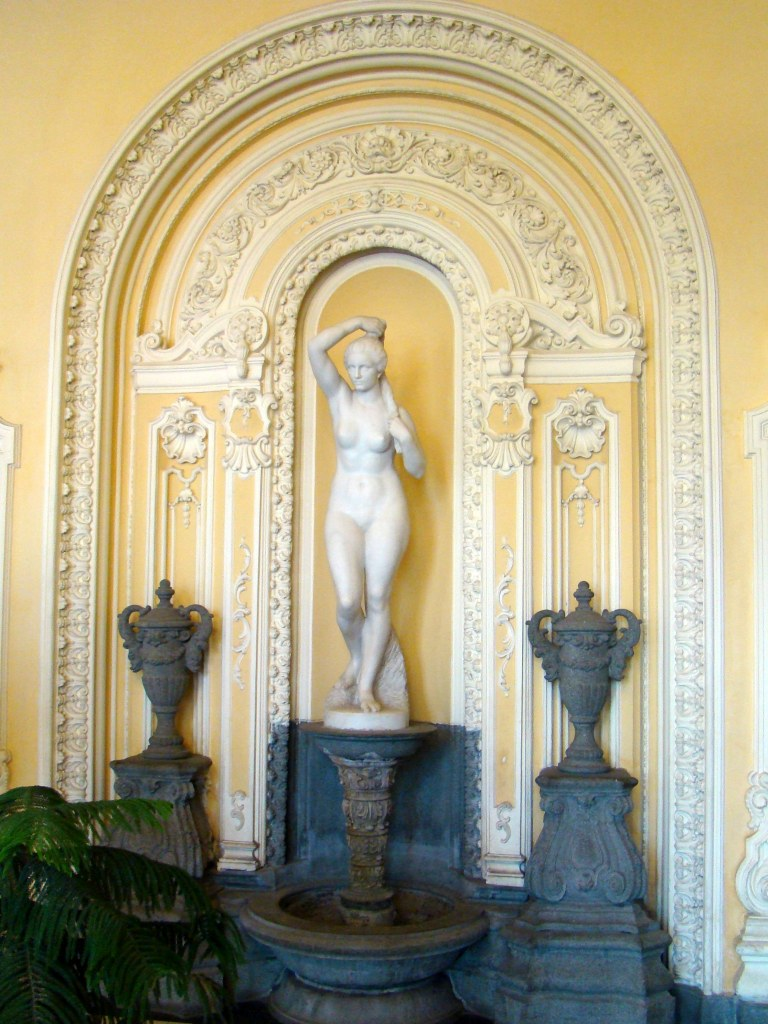
Sochařská výzdoba budov lázní. Venuše od Ference Sidla z roku 1927
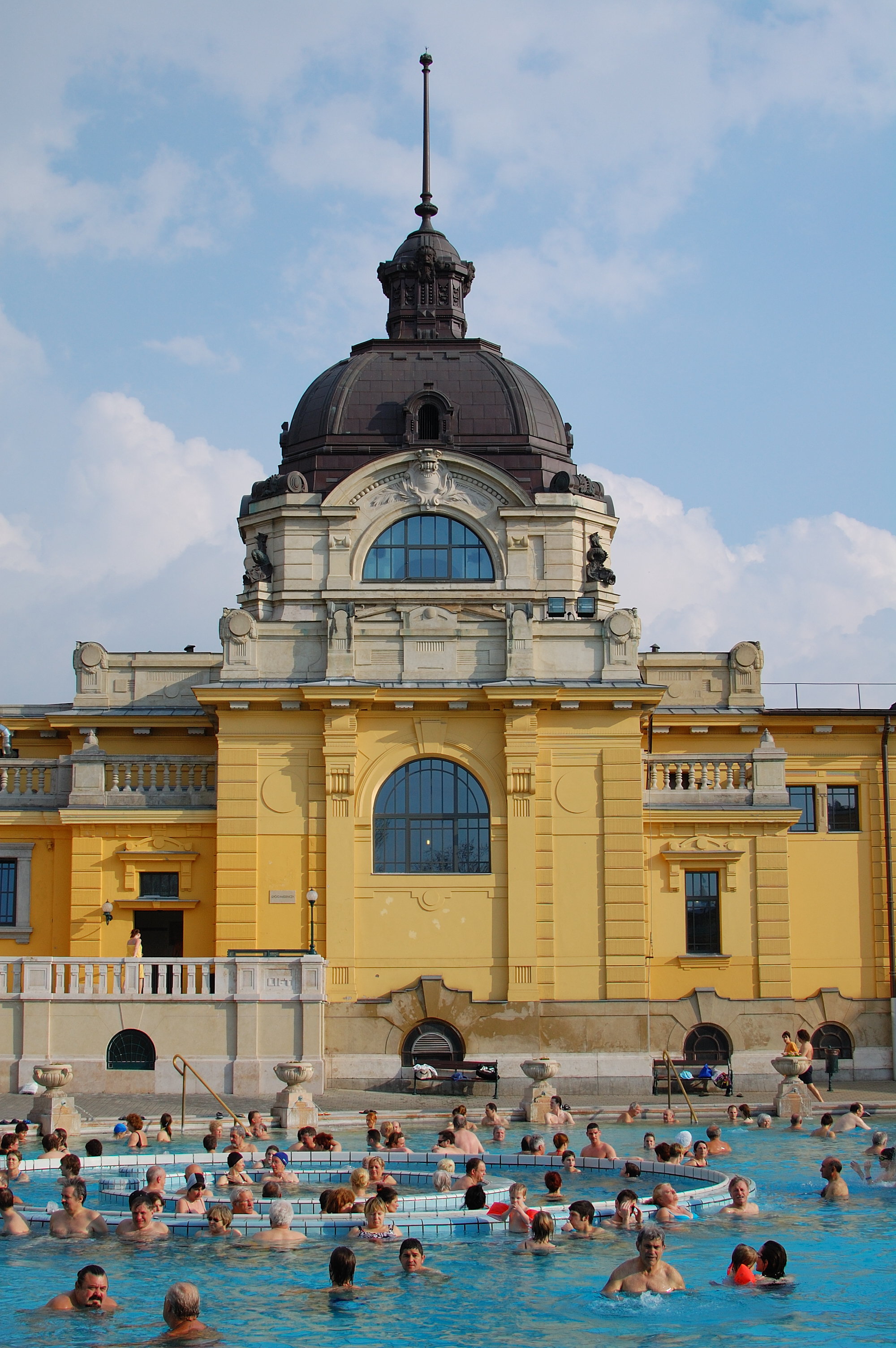